# Anna Wierzbowska
Anna Wierzbowska (Cracovia, 8 de diciembre de 1990) es una deportista polaca que compitió en remo. Su hermana Maria compitió en el mismo deporte. Ganó una medalla de plata en el Campeonato Europeo de Remo de 2017, en la prueba de cuatro sin timonel.

## Palmarés internacional
| Campeonato Europeo | Campeonato Europeo       | Campeonato Europeo | Campeonato Europeo |
| Año                | Lugar                    | Medalla            | Prueba             |
| ------------------ | ------------------------ | ------------------ | ------------------ |
| 2017               | Račice (República Checa) | Medalla de plata   | Cuatro sin timonel |